# Deutsches Sprachdiplom der KMK

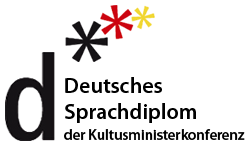

El Deutsches Sprachdiplom der KMK es un examen de alemán como lengua extranjera compuesto de dos partes (Stufe I y Stufe II) que certifica, a quien lo ha rendido, como apto para estudiar en una Universidad en Alemania. Su importancia radica en que todos los otros certificados de idioma alemán como lengua extranjera, como por ejemplo el Deutsche Sprachprüfung für den Hochschulzugang y el TestDaF, se tienen que regir por el Deutsches Sprachdiplom der KMK. En el 2007, 11.363 alumnos en 50 países rindieron el examen.

## Centros examinadores
Todos los colegios alemanes en el extranjero y los centros educativos en el mundo entero, que hayan sido calificados con ese propósito, pueden ofrecer el Deutsches Sprachdiplom der KMK. KMK son las siglas del Kultusministerkonferenz, un órgano de los ministros de educación de los estados federados alemanes. Hasta 2008 son cincuenta los centros educativos calificados para ofrecer la prueba. 
En los colegios alemanes en el extranjero, por lo general es obligatorio para todo el alumnado pasar el Deutsches Sprachdiplom der KMK Stufe I al término de la escuela primaria y el Stufe II en el último año de bachillerato. El examen de la Stufe II se orienta a los exámenes de bachillerato en un gymnasium en la asignatura de la primera lengua extranjera.

## Requerimientos
Para dar la prueba es necesario poder certificar el haber recibido entre 1200 y 1600 horas de clases de alemán en siete años por lo menos de escuela consecutivos en un colegio alemán en el extranjero o cinco años consecutivos en los países de Europa central y oriental. Esto es muy importante, ya que se prueba el resultado de un proceso de aprendizaje y no el conocimiento general del idioma en el alumno. Por esta misma razón, no existen cursos especiales de preparación para el Deutsches Sprachdiplom der KMK; los alumnos se preparan a lo largo de su vida escolar a través de un aprendizaje constante del idioma alemán.
La misma prueba la dan todos los alumnos al mismo tiempo y los exámenes son enviados en sobres cerrados a los centros educativos, donde son abiertos por el profesor responsable de tomar la prueba momentos antes de iniciarla.

## Componentes de la prueba
Tanto el Stufe I como el Stufe II se dividen en una parte oral y una parte escrita. 
La parte escrita consta de:
- Comprensión y asimilación de un texto oral
- Comprensión y tratamiento de un texto escrito
- Producción de un texto de mínimo 400 palabras según determinadas propuestas
- Prueba escrita de gramática.

Para la preparación de la parte oral, el alumno prepara un tema que presenta a un jurado de tres profesores, quienes hacen preguntas para asegurarse de que el alumno es capaz de expresarse libremente en el idioma. Además, el alumno recibe un texto y se le otorgan diez minutos de preparación. El jurado le hará asimismo preguntas sobre este texto y le pedirá que haga un resumen de lo leído. También se le puede someter a un diálogo de tema libre e improvisado y su duración es de 50 minutos, como mínimo, aunque puede estar sujeto al criterio del tribunal de calificación.

## Corrección y aprobación
El Deutsches Sprachdiplom der KMK puede ser tomado tan solo por un profesor para gymnasium enviado de Alemania y que tenga calificación para enseñar alemán o alguna lengua moderna. 
La parte escrita de la prueba es corregida en Alemania y se aprueba con el 51%. Los alumnos que la aprueban reciben un diploma firmado por el embajador de Alemania en el país.